# Карабин Тарас Іванович
Тарас Іванович Карабин (нар. 29 березня 1989, Львів, УРСР) — український футболіст, захисник.

## Життєпис
Вихованець львівських «Карпат», перший тренер — Т. Ткачук. Першим професіональним клубом Тараса стали львівські «Карпати-2». Дебютував за другу карпатівську команду 29 вересня 2006 року в переможному (3:0) домашньому поєдинку 10-о туру групи А Другої ліги проти «Єдності» (Плиски). Тарас вийшов на поле на 87-й хвилині замінивши Тараса Яворського. У чемпіонаті України зіграв у 3-х матчах. По ходу сезону 2006/07 років приєднався до тернопільської «Ниви», за яку зіграв 11 матчів у чемпіонаті України. Влітку 2007 року перейшов до овідіопольського «Дністра», у футболці якого дебютував у Першій лізі чемпіонату України (18 матчів). Влітку 2008 року повернувся до львівських «Карпат», проте за першу команду «зелено-білих» не зіграв жодного офіційного поєдинку (провів 2 поєдинки за дублюючий склад). Й вже під час зимової паузи залишив львівську команду та виїхав до Польщі. У цій країні підписав контракт з третьоліговим клубом «Спартакус» (Шароволя), за який у польській першості зіграв 8 матчів. Сезон 2009/10 років розпочав у моршинській «Скалі», за яку в Другій лізі зіграв 7 матчів. Також зіграв 1 матч за маоршинський колектив у кубку України. Потім виступав у клубах з чемпіонату Львівської області, захищав у тому числі й кольори клубів «Пустомити», «Сокіл» (Золочів), «Погонь» (Львів) та «Куликів». У сезоні 2018/19 років виступав у чемпіонаті Львова з футзалу за «Скелю-Буковель» (6 матчів, 2 голи).